# Camera ardente (tribunale)
La Camera ardente era un tribunale francese speciale, investito di poteri straordinari per giudicare reati eccezionali. La sala delle udienze era illuminata in continuazione, anche di giorno, con fiaccole, da qui il nome.
Furono costituiti in Camera ardente:
- la commissione nominata in ciascun parlamento da Francesco I nel 1535 per giudicare gli eretici ugonotti;
- la commissione nominata nel 1680 da Luigi XIV per giudicare i personaggi coinvolti nel cosiddetto Affare dei veleni;
- la commissione, chiamata anche Chambre du Visa, che nel 1716, sotto la reggenza, verificò i conti dei Fermiers généraux.